# Aechmea tocantina
Aechmea tocantina är en gräsväxtart som beskrevs av John Gilbert Baker. Aechmea tocantina ingår i släktet Aechmea och familjen Bromeliaceae. Inga underarter finns listade i Catalogue of Life.

## Bildgalleri

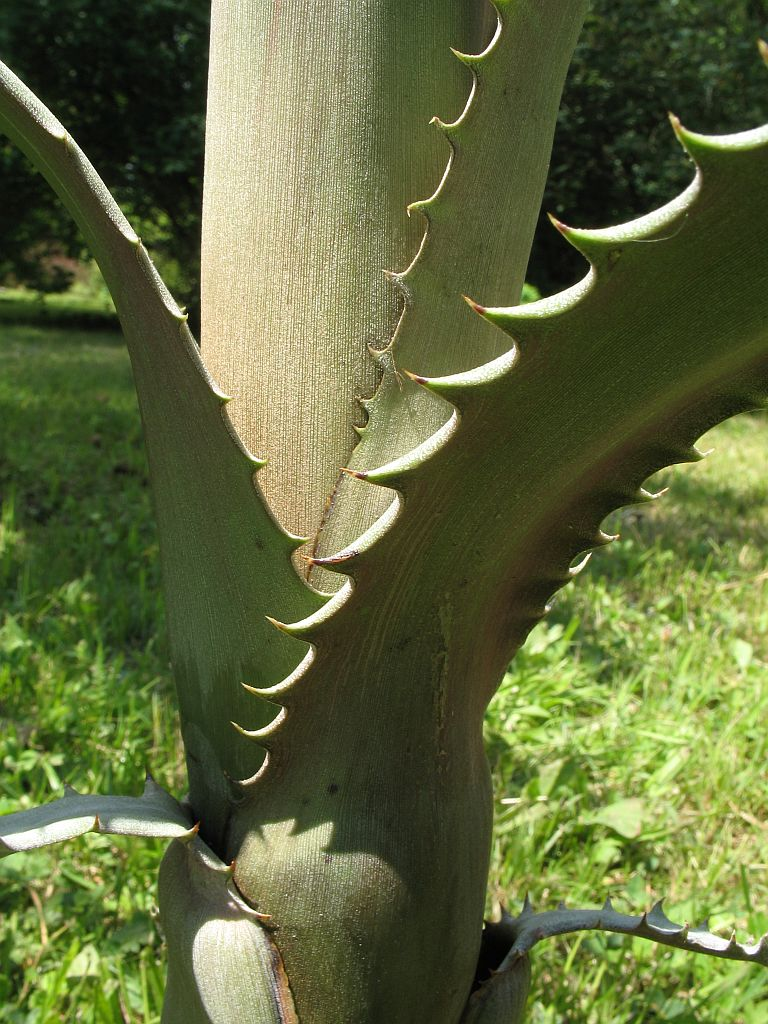
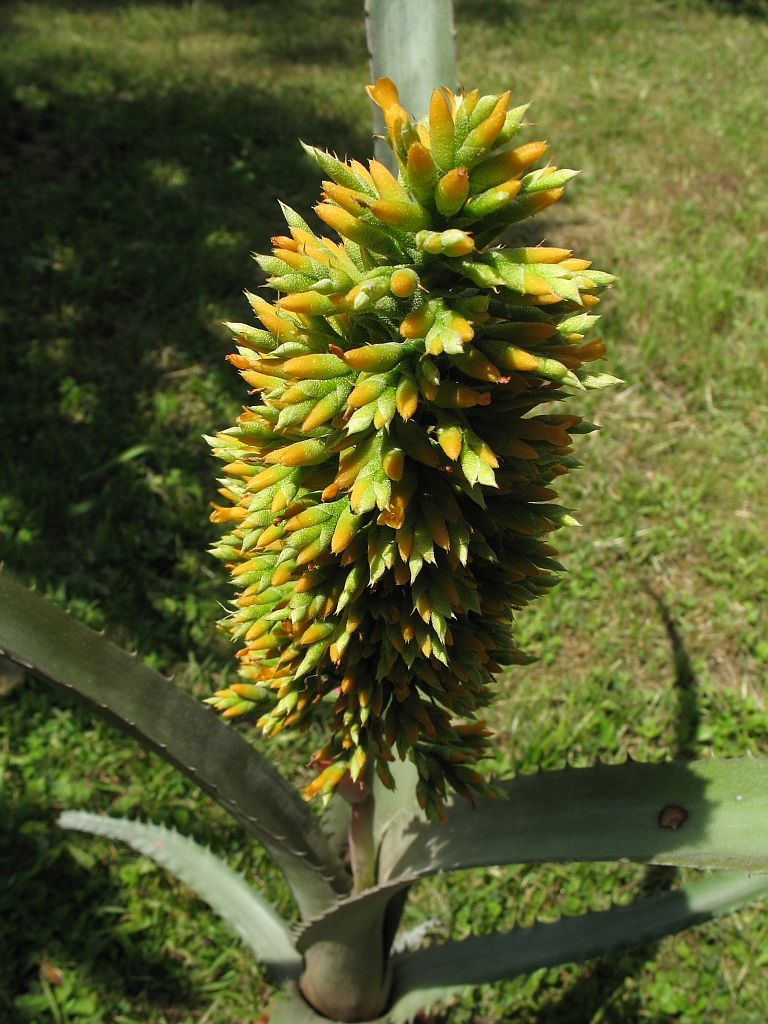
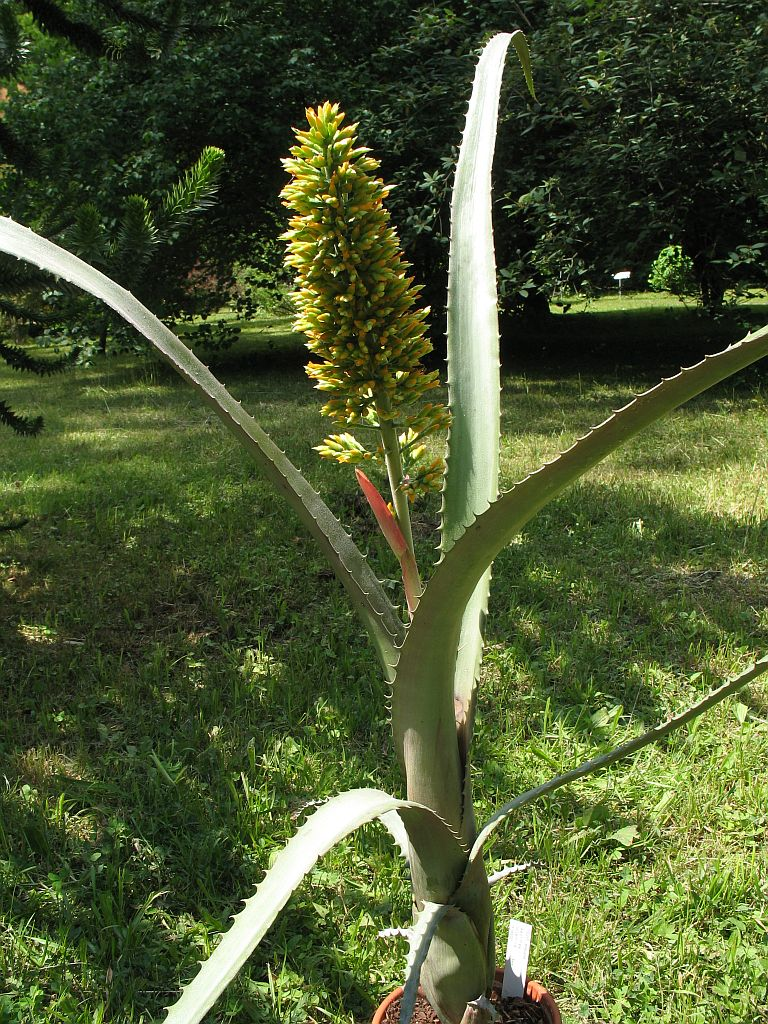